# Ramón Cañete
Ramón Cañete (* 20. Jahrhundert in Córdoba, Argentinien) ist ein ehemaliger argentinischer Straßenradrennfahrer.
Im Jahre 1972 gewann Cañete die Seis Vueltas al El Jumeal. 1976 entschied er, für die Mannschaft des Club Atlético Policial fahrend, die Gesamtwertung des Straßen-Etappenradrennens Rutas de América in dessen fünfter Auflage zu seinen Gunsten. Im Folgejahr gelang ihm mit dem Erfolg bei der 9. Etappe mindestens ein Etappensieg bei der Vuelta Ciclista del Uruguay.